# هاكان ديميريل
هاكان ديميريل (بالتركية: Hakan Demirel)‏ مواليد 7 مايو 1986، هو لاعب كرة سلة تركي بدأ مسيرته الاحترافية في سنة 2003. يبلغ طوله 6 قدم 3.25 بوصة (1.9 م).

## الميداليات
| الميدالية | المسابقة                        |
| --------- | ------------------------------- |
| برونزية   | ألعاب البحر الأبيض المتوسط 2009 |

## روابط خارجية
- هاكان ديميريل على موقع الاتحاد الدولي لكرة السلة (الإنجليزية)
- هاكان ديميريل على موقع الدوري الأوروبي لكرة السلة (الإنجليزية)
- هاكان ديميريل على موقع كرة السلة الأوروبية.كوم (الإنجليزية)
- هاكان ديميريل على موقع ريلجم (الإنجليزية)
- هاكان ديميريل على موقع بروبوليرز (الإنجليزية)
- هاكان ديميريل على موقع سبورتس رفرنس (الإنجليزية)